# Campeonato Europeo de Ciclocrós de 2013
El XI Campeonato Europeo de Ciclocrós se celebró en Mladá Boleslav (República Checa) el 3 de noviembre de 2013 bajo la organización de la Unión Europea de Ciclismo (UEC) y la Federación Checa de Ciclismo.

## Medallistas
| Evento   | Oro                     | Plata                    | Bronce                |
| -------- | ----------------------- | ------------------------ | --------------------- |
| Femenino | Helen Wyman Reino Unido | Nikki Harris Reino Unido | Lucie Chainel Francia |

### Femenino
| Puesto            | Ciclista         | País            | Tiempo |
| ----------------- | ---------------- | --------------- | ------ |
| Medalla de oro    | Helen Wyman      | Reino Unido     | 39:22  |
| Medalla de plata  | Nikki Harris     | Reino Unido     | 40:33  |
| Medalla de bronce | Lucie Chainel    | Francia         | 40:46  |
| 4                 | Sophie de Boer   | Países Bajos    | 40:58  |
| 5                 | Ellen Van Loy    | Bélgica         | 41:03  |
| 6                 | Sanne Cant       | Bélgica         | 41:07  |
| 7                 | Gabriella Durrin | Reino Unido     | 42:54  |
| 8                 | Pavla Havlíková  | República Checa | 45:32  |

| Predecesor: Ipswich 2012 Reino Unido | Campeonato Europeo de Ciclocrós XI edición | Sucesor: · Lorsch 2014 · Alemania |

- Datos: Q15875058